# أنيس بدري
أنيس بدري (بالفرنسية: Anice Badri) ولد في 18 سبتمبر 1990 في ليون (فرنسا)، هو لاعب كرة القدم تونسي، يلعب في مركز الوسط وجناح أيمن يلعب حالياً في نادي إي إف سي الإماراتي.

## السيرة الذاتية

### المسيرة مع النوادي
أمضى أنيس بدري طفولته في مسقط رأسه ليون. في عمر الثلاثة عشر سنة، انضم لمركز تكوين أولمبيك ليون، ولعب في صفوف نادي شبابه. في 2006، أصيب بانزلاق غضروفي أجبره أن يبتعد عن الملاعب لمدة سنة. عاد لكرة القدم في 2008 مع الجمعية الرياضية في سانت بريست، أين بقي سنة مع فريق تحت 19 سنة. انتقل بعدها لفريق مون دور أزارغ فوت، وانضم فيها إلى فريق الأكابر في يوليو 2010. لعب فقط خمسة مباريات مع هذا الفريق في بطولة الهواة الفرنسية الثانية لكرة القدم حتى سبتمبر من نفس السنة. انتقل إثرها لنادي ليل وانضم لصفوف فريق احتياطه. بقي معه سنتين ونصف، لعب فيهم أربعين مباراة مسجلا تسعة أهداف.

في 31 يناير 2013، انتقل البدري على سبيل الإعارة إلى موسكرون بيروفيلز الذي يلعب في الدوري البلجيكي الدرجة الثانية. لعب معه جل مبارياته، فتم تمديد عقده لمدة موسم آخر. في موسم 2013 و2014، أصبح لاعبا رسميا في الفريق، ولعب دورا هاما في فوز الفريق أثناء الدوري النهائي الذي سمح بالانضمام إلى الدوري البلجيكي الممتاز (الدرجة الأولى)، حيث سجل ثلاثة أهداف في آخر ثلاثة مباريات. انتقل مجانيا إلى موسكرون بيروفيلز في 3 يوليو 2014 بعد انتهاء الإعارة وسجل هدفا في أول مباراة له في الدرجة الأولى ضد نادي رويال أندرلخت. لعب كلاعب رسمي في كل مباريات الذهاب، ولكن في النصف الثاني من الموسم شهد عدة إصابات خفيفة أربكت مبارياته.

في يوليو 2016، انتقل أنيس البدري إلى صفوف الترجي الرياضي التونسي بموجب عقد لمدة ثلاثة سنوات.

### المسيرة مع المنتخب
تم استدعاؤه للمشاركة في منتخب تونس لكرة القدم في كأس العالم 2018.

## إحصائيات

### مع النوادي
آخر تحيين: 13 مارس 2018.
| الموسم        | النادي                 | البطولة        | البطولة   | البطولة | الكؤوس الوطنية | الكؤوس الوطنية | المجموع   | المجموع |
| الموسم        | النادي                 | الدرجة         | المباريات | الأهداف | المباريات      | الأهداف        | المباريات | الأهداف |
| ------------- | ---------------------- | -------------- | --------- | ------- | -------------- | -------------- | --------- | ------- |
| 2010-2011     | شاسليه                 | الدرجة الثالثة | 5         | 1       | 0              | 0              | 5         | 1       |
| 2010-2011     | نادي ليل B             | الدرجة الثالثة | 21        | 3       | 0              | 0              | 21        | 3       |
| 2011-2012     | نادي ليل B             | الدرجة الثالثة | 17        | 6       | 0              | 0              | 17        | 6       |
| 2012-2013     | نادي ليل B             | الدرجة الثالثة | 2         | 0       | 0              | 0              | 2         | 0       |
| 2012-2013     | موسكرون بيروفيلز       | الدرجة الثانية | 8         | 1       | 5              | 1              | 13        | 2       |
| 2013-2014     | موسكرون بيروفيلز       | الدرجة الثانية | 26        | 5       | 5              | 3              | 31        | 8       |
| 2014–15       | موسكرون بيروفيلز       | الدرجة الأولى  | 27        | 6       | 3              | 1              | 30        | 7       |
| 2015–16       | موسكرون بيروفيلز       | الدرجة الأولى  | 23        | 5       | 3              | 0              | 26        | 5       |
| 2016–17       | موسكرون بيروفيلز       | الدرجة الأولى  | 1         | 0       | 0              | 0              | 1         | 0       |
| 2016-17       | الترجي الرياضي التونسي | الدرجة الأولى  | 21        | 5       | 4              | 1              | 25        | 6       |
| 2017-18       | الترجي الرياضي التونسي | الدرجة الأولى  | 19        | 4       | 1              | 0              | 20        | 4       |
| مجموع المسيرة | مجموع المسيرة          | مجموع المسيرة  | 170       | 36      | 21             | 6              | 191       | 42      |

### مع المنتخب
| العدد | التاريخ       | الملعب                                     | المنافس                     | الهدف | النتيجة | المنافسة                                         |
| ----- | ------------- | ------------------------------------------ | --------------------------- | ----- | ------- | ------------------------------------------------ |
| 1     | 5 سبتمبر 2017 | ملعب الشهداء، كينشاسا، الكونغو الديمقراطية | جمهورية الكونغو الديمقراطية | 2 - 2 | 2 - 2   | تصفيات كأس العالم 2018 – أفريقيا المرحلة الثالثة |
| 2     | 28 مايو 2018  | ملعب براغا البلدي، براغا، البرتغال         | البرتغال                    | 1 - 2 | 2 - 2   | مباراة ودية                                      |
| 3     | 1 يونيو 2018  | ملعب جنيف، جنيف، سويسرا                    | تركيا                       | 1 - 1 | 2 - 2   | مباراة ودية                                      |

## الكؤوس والبطولات
- بطل تونس: 2016-17، 2017-18
- بطل كأس تونس: 2015–16
- بطل كأس العرب للأندية الأبطال: 2016–17
- بطل دوري أبطال أفريقيا: 2018

## روابط خارجية
- أنيس بدري على موقع الاتحاد الدولي (مؤرشف)  (الإنجليزية)
- أنيس بدري على موقع قاعدة بيانات كرة القدم.إي يو (الإنجليزية)
- أنيس بدري على موقع بيانات كرة القدم. دي إي (الألمانية)
- أنيس بدري على موقع ليكيب (الفرنسية)
- أنيس بدري على موقع ناشيونال فوتبول تيمز (الإنجليزية)
- أنيس بدري على موقع Soccerway.com (الإنجليزية)
- أنيس بدري على موقع عالم كرة القدم.نت (الإنجليزية)